# Vai Pirar
Vai Pirar é uma canção de rap gravada em 1998 pela dupla de rap P.MC e DJ Deco Murphy, que conta com a participação do Charlie Brown Jr., sendo o primeiro single do álbum "Identidade". No ano seguinte, a música ganharia uma nova versão ao ser regravada pelo grupo Jigaboo, no álbum As Aparências Enganam, contando novamente com a participação do Charlie Brown Jr.
Segundo o site Cliquemusic, a versão gravada pelo Jigaboo bombou nas maiores rádios do país. Além disso, esta mesma versão ganhou um videoclipe, que foi indicado ao prêmio VMB no ano de 2000.

## Faixas do Single do Jigaboo
1. Vai Pirar (Cuca Black Remix) - 3:45

2. Vai Pirar (Cuca Pop Remix) - 3:33

3. Vai Pirar (Cuca Walk This Remix) - 3:42

4. Vai Pirar (Cuca Walk This Remix) - 3:42

5. Vai Pirar (Cuca Black Instrumental) - 3:45

6. Vai Pirar (Original Version) - 3:34

7. Vai Pirar (Quebra Coco Mix - Dj Deco) - 3:54

8. Vai Pirar (Quebra Coco Mix - Dj Deco) - 3:53

9. Vai Pirar (Cuca Black Remix) - 3:46

## Prêmios e Indicações
| Ano  | Prêmio                 | Categoria                  | Trabalho Indicado                         | Resultado | Ref.        |
| ---- | ---------------------- | -------------------------- | ----------------------------------------- | --------- | ----------- |
| 2000 | MTV Video Music Brasil | "Melhor Videoclipe de RAP" | Vai Pirar (Jigaboo Ft. Charlie Brown Jr.) | Indicado  | [ 4 ] [ 5 ] |